# 2024년 하계 올림픽 포르투갈 선수단
2024년 하계 올림픽 포르투갈 선수단은 2024년 7월 26일부터 8월 11일까지 프랑스 파리에서 열린 2024년 하계 올림픽에 참가한 올림픽 포르투갈 선수단이다.
포르투갈은 1912년 공식 데뷔 이후 포르투갈 선수들은 하계 올림픽의 모든 대회에 출전했다.

## 출전 선수
| 종목         | 남자 | 여자 | 전체 |
| ------------ | ---- | ---- | ---- |
| 브레이킹     | 0    | 1    | 1    |
| 사이클       | 4    | 3    | 7    |
| 승마         | 3    | 2    | 5    |
| 요트         | 2    | 2    | 4    |
| 유도         | 2    | 5    | 7    |
| 육상         | 9    | 13   | 22   |
| 사격         | 0    | 1    | 1    |
| 서핑         | 0    | 2    | 2    |
| 수영         | 3    | 2    | 5    |
| 스케이트보드 | 2    | 0    | 2    |
| 체조         | 1    | 1    | 2    |
| 카누         | 3    | 1    | 4    |
| 탁구         | 3    | 2    | 5    |
| 테니스       | 2    | 0    | 2    |
| 트라이애슬론 | 2    | 2    | 4    |
| 전체         | 36   | 37   | 73   |

## 메달 집계
| 종목 | 1 | 2 | 3 | 합계 |
| 종목 | ' | ' | ' | '    |
| 종목 | ' | ' | ' | '    |
| 종목 | ' | ' | ' | '    |
| 합계 | ' | ' | ' | '    |

## 같이 보기
- 2024년 하계 올림픽